# 여인열전 시리즈
여인열전 시리즈는 문화방송에서 1981년 10월부터 1983년 3월까지 방영된 드라마 시리즈이며, 숙명에 도전한 여인들의 기록이며 운명을 개척한 여인들의 행적을 그린 드라마이다.
처음 시작한 《장희빈》은 월 · 화요일에 방영하였으나 39화부터는 목 · 금요일로 자리를 옮겼고, 이 후 마지막 시리즈 《황진이》까지는 같은 요일에 방영하였다. 또한 《황진이》를 마지막으로 이 시리즈는 끝나고 후속으로 조선왕조 오백년 시리즈가 이어졌다.

## 시리즈 목록
| 시즌  | 제목     | 방송 기간                         | 방송 횟수 |
| ----- | -------- | --------------------------------- | --------- |
| 제1화 | 장희빈   | 1981년 10월 5일 ~ 1982년 4월 30일 | 60부작    |
| 제2화 | 서궁마마 | 1982년 5월 6일 ~ 1982년 7월 30일  | 24부작    |
| 제3화 | 은장도   | 1982년 8월 5일 ~ 1982년 10월 29일 | 25부작    |
| 제4화 | 황진이   | 1982년 11월 4일 ~ 1983년 3월 11일 |           |